# William Lovett
William Lovett (Newlyn, 8 maggio 1800 – Londra, 8 agosto 1877) è stato un politico britannico.
Fu uno dei più grandi esponenti del Cartismo e un convinto radicale socialista. Nel 1841 fondò, dopo aver pubblicato libelli anonimi per due anni, la National Association for Promoting the Political and Social Improvement of the People (NAPPSIP), organizzazione devota alle classi meno abbienti.